# Urocotyledon inexpectata
Urocotyledon inexpectata es una especie de geco de la familia Gekkonidae. Es endémica de las Seychelles encontrándose a alturas superiores de los 300 m sobre el nivel del mar. Su localidad tipo es la isla Mahé, la isla más grande del archipiélago.